# ريان زامروز
ريان زامروز (بالإنجليزية: Ryan Zamroz)‏ مواليد 20 فبراير 1987 في بنسيلفانيا، هو لاعب كرة سلة أمريكي سابق. بدأ مسيرته الاحترافية في سنة 2010. يبلغ طوله 6 قدم 4 بوصة (1.9 م). اعتزل اللعب في 2015.

## المسيرة الاحترافية
لعب مع لستر رايدرز في موسم 2010–2011، ثم لعب مع نادي بوروس لكرة السلة في موسم 2011–2012، ثم لعب مع نادي أورينسي لكرة السلة في الدوري الإسباني في موسم 2013–2014.

## روابط خارجية
- ريان زامروز على موقع كرة السلة الأوروبية.كوم (الإنجليزية)
- ريان زامروز على موقع ريلجم (الإنجليزية)
- ريان زامروز على موقع بروبوليرز (الإنجليزية)